# Seven Mummies
Seven Mummies, Schreibweise auch 7 Mummies bzw. Mum7mies, ist ein US-amerikanischer Horrorfilm von Nick Quested aus dem Jahr 2006.

## Handlung
In der Wüste Arizonas sind zwei Goldsucher mit einem Sarg unterwegs, der mit Goldmünzen gefüllt ist. Sie werden von einem Reiter eingeholt, der beide tötet. Ein Medaillon bleibt auf dem Wüstenboden zurück. Jahre später verunfallt ein Gefangenentransporter in der Wüste. Die sechs Gefangenen Rock, Travis, Santos, Blade, Zeus und Wallet fliehen, wobei sie Wärterin Lacy als Geisel mitnehmen. Sie glauben, unweit der Grenze zu Mexiko zu sein; der Verbrecher Rock übernimmt die Leitung der Gruppe. Sie graben später nach Wasser und stoßen dabei nicht nur auf ein Skelett, sondern auch auf das Medaillon, das Rock an sich nimmt. Blade wendet sich bald gegen Rock und geht allein weiter.
Die Gruppe stößt nach einiger Zeit auf einen Apachen, der erkennt, dass sie das Medaillon bei sich haben, und ihnen von einer unweit liegenden Geisterstadt erzählt, in der ein Goldschatz verborgen liegt. Dieser wurde vor 500 Jahren geschaffen und seit jeher von sieben Jesuitenpriestern bewacht, die jeder ein goldenes Medaillon trugen. Derjenige, der nun das verschwundene siebente Medaillon bei sich hat, wird den Schatz bergen können. Rock und die anderen begeben sich zur Stadt.
In der Stadt wird die Gruppe von Saloonbesitzer Kile in den Saloon eingeladen, jedoch kurz darauf von Sheriff Drake zur Rede gestellt, weil sie sich nicht ordnungsgemäß registriert haben. Ein Teil der Gruppe entscheidet sich, den Abend mit Prostituierten zu verbringen. Nur Rock, Travis und Lacy bleiben zurück. Travis wiederum wird von der jungen Isabelle angesprochen, die ihn um Hilfe bittet. Nachts verwandeln sich die Einwohner der Stadt plötzlich in Zombies. Die Zombie-Prostituierten bringen Zeus um, während Wallet und Santos fliehen können. Wallet verletzt sich dabei und wird von Drake ermordet. Rock, Travis, Lacy, Santos und Isabelle fliehen. Da Rock darauf besteht, den Goldschatz zu finden, teilt sich die Gruppe. Travis und Lacy durchsuchen ein Haus, wobei sie auf Blade treffen, der kurz darauf von einem Zombie getötet wird. Isabelle führt Travis und Lacy von ihnen unbemerkt zu Drake, der das Medaillon fordert. Rock und Santos befreien beide aus der Falle; Isabelle wird von Drake getötet und Santos auf der Flucht verletzt. Die Gruppe flieht zu einer Kirche, wo sie ein Totenbuch findet. Sie setzen das Medaillon in eine Vertiefung ein und gelangen so zu einer Krypta. In ihr lagert der Goldschatz. Zudem erweckt die Gruppe die Mumien der Jesuitenpriester. Im Kampf wird Santos getötet. Rock, Travis und Lacy fliehen, doch Rock wird von Drake, der sich ebenfalls als wiedererweckte Mumie entpuppt, getötet. Lacy und Travis fliehen per Motorrad aus der Stadt, wobei der sie verfolgende Drake beim Beginn des Sonnenaufgangs zu Staub zerfällt. Auch die Stadt verschwindet wenig später.
Einige Zeit später sieht man erneut zwei Männer den Goldschatz durch die Wüste schleifen. Ein Reiter erscheint und tötet die Männer; das Medaillon fällt zu Boden.

## Produktion
Seven Mummies wurde in der Wüste Arizonas gedreht; als Schauplatz der Stadtszenen dienten die Filmstadt Gammons Gulch in Benson sowie die Old Tucson Studios in Mescal. Die Kostüme schufen Kate Lessa und Suzanne Wilson, die Filmbauten stammen von Mikal Hameed.
Der Film kam am 27. Februar 2006 in Deutschland auf DVD heraus; in den USA erfolgte die DVD-Veröffentlichung am 18. Juli 2006.

## Kritik
Für Cinema war Seven Mummies ein „mies getrickste[r] und inszenierte[r] ‚From Dusk Till Dawn‘-Abklatsch…“ und ein „[g]ruselig schlechter Mummenschanz“.